# Trigonella verae
Trigonella verae är en ärtväxtart som beskrevs av Sirj.. Trigonella verae ingår i släktet trigonellor, och familjen ärtväxter. Inga underarter finns listade i Catalogue of Life.